# Hideji Hōjō
Hideji Hōjō (北条 秀司, Hōjō Hideji, 7 novembre 1902 -　19 mai 1996), est le nom de plume d'un romancier, dramaturge et écrivain japonais de l'ère Shōwa. Son nom véritable est Hideji Iino (飯野 秀二)

## Biographie
Né à Osaka et diplômé de l'université du Kansai, Hōjō s'installe à Tokyo en 1926 où il trouve du travail auprès de la Hakone Tozan Railway. En 1933, il démissionne pour se consacrer au théâtre japonais qu'il étudie avec Kidō Okamoto et Shin Hasegawa. Il devient un membre éminent du courant shinpa du drame moderne dans les années 1930.
Pendant la Seconde Guerre mondiale, il écrit des kokumingeki (pièces de théâtre de propagande gouvernementales) comme Le Tunnel de Tamna, destinées à aider l'effort de guerre.
Hōjō est l'auteur de plus de 200 pièces et le chef de file du théâtre commercial au Japon après la guerre, pour lequel il écrit dans des genres très variés, du kabuki au shinpa et à la revue Takarazuka. Dans Derrière le jardin de fleurs en 1960, il écrit une pièce de théâtre dans laquelle l'acteur Shōtarō Hanayagi (ja) doit jouer à la fois les deux rôles principaux masculin et féminin.
Ses drames psychologiques sur les citoyens ordinaires sont bien reçus du grand public. Il est surtout connu pour ses adaptations en scénarios du Miyamoto Musashi, du Genji monogatari et de nombreux autres drames historiques.
Au cours de sa carrière, Hōjō est lauréat de nombreux prix littéraires, dont le prix Shinchōsha, le prix Yomiuri de littérature et le prix Kan-Kikuchi. En 1987, il est désigné personne de mérite culturel.
Sa tombe se trouve au Ryuho-ji à Ofuna, Kamakura dans la préfecture de Kanagawa où il a vécu de nombreuses années.

## Adaptations de ses œuvres au cinéma
- 1948 : Ōshō, le joueur d'échecs (王将, Ōshō?) de Daisuke Itō
- 1956 : Koi sugata kitsune goten (恋すがた狐御殿?) de Nobuo Nakagawa, d'après Kitsune to fuefuki (狐と笛吹き?)[1]
- 1963 : Zoku ōsho (続・王将?) de Jun'ya Satō
- 1973 : Ōshō (王将?) de Hiromichi Horikawa